# Новый Вассеркунст
Новый Вассеркунст (нем. Neue Wasserkunst, в.-луж. Nowa wodarnja) — сооружение для водоснабжения в городе Баутцен.
Башня находится на юге старого города на берегу реки Шпре. Когда построенный в 1558 году Старый Вассеркунст не смог удовлетворять потребность города в воде, было решено возводить ещё одно сооружение для водоснабжения.
Венцель Рёршайд младший в 24 июля 1606 года начал строительство. В июле 1608 года случилась беда. Башня рухнула. При этом два жилых дома были разрушены и 15-летний мальчик погиб. До начала зимы башня была воссоздана. 2 июля 1610 года Новый Вассеркунст вошёл в эксплуатацию.
Сооружение несколько раз сгорело или было разрушено в ходе военных действий.
В 1893 году Новый Вассеркунст был снят с эксплуатации. В 1999/2000 годах он был отреставрирован.